# Дзержинец (посёлок)
Дзержинец — посёлок в Пермском крае России. Входит в Березниковский городской округ в рамках организации местного самоуправления и в Усольский район в рамках административно-территориального устройства края.

## География
Посёлок расположен на левом берегу реки Яйва примерно в 34 километрах по прямой на юг от южной оконечности города Березники и в 9 километрах по прямой на юго-восток от села Романово.
Климат
Климат умеренно-континентальный с суровой продолжительной зимой и тёплым коротким летом. Самый холодный месяц — январь со среднемесячной температурой (-15,7 °C), самый тёплый — июль со среднемесячной температурой (+17,4 °C). Продолжительность безморозного периода в среднем составляет 114 дней. Общее число дней с положительной температурой 190. Последний весенний заморозок в среднем наблюдается в конце мая, а первый осенний — в конце второй декады сентября. Среднегодовая температура воздуха −2,2 °C.

## История
С 2004 до 2018 года посёлок входил в Романовское сельское поселение Усольского муниципального района, с 2018 года включается в Романовский территориальный отдел Березниковского городского округа.

## Население
| 2010 | 2013 | 2014 |
| ---- | ---- | ---- |
| 58   | ↘36  | →36  |

Постоянное население посёлка было 63 человека (русские 94 %) в 2002 году, 36 человек в 2010.